# Isoleret metaltråd
En isoleret metaltråd er typisk en metaltråd af kobber eller aluminium belagt med et tyndt lag elektrisk isolation. 
Isolerede metaltråde anvendes ved konstruktion af transformatorer, spoler, elektromotorer, højttalere, harddisk hoved aktuatorer, trådviklede potentiometre, elektromagneter og andre apparater, som kræver en tæt spole af en elektrisk ledende tråd.

## Isolering
Moderne isoleret metaltråd består typisk af et til fire lag af polymerfilm isolering, ofte af to forskellige sammensætninger, for at yde en stærk, vedvarende isolerende lag. Isoleret trådfilm anvendt er (efter stigende temperaturbestandighed) polyvinyl formal (Formvar), polyuretan, polyamid, polyester, polyester-polyimid, polyamid-polyimid (eller amid-imid) og polyimid. Polyimid isoleret metaltråd er i stand til at arbejde ved op til 250 °C. Isolering af tykkere kvadratisk eller rektangulær bliver ofte efterisoleret med højtemperatur polyimid eller glasfiberklisterbånd, og hele spoler bliver ofte vakuum imprægneret med isolerende lak til at forbedre isoleringsevnen og langtidsholdbarheden af spolen. 
Andre isoleringstyper såsom glasfibergarn med lak, aramidpapir, glimmer, og polyesterfilm er også bredt anvendt over hele verden. Indenfor lydindustrien kan sølvtrådskonstruktioner og forskellige andre isolatorer også anvendes, f.eks. uld (nogle gange med opsuget med et eller andet koagulerende stof/fortykning, såsom bivoks) og teflon. Ældre isolerende materialer omfatter uld, papir eller silke, men disse er kun anvendelige til lavtemperaturanvendelser (op til 105 °C). 
For at lette fremstilling har de fleste nyere isolerede metaltråde isolering, som virker som flux, når brændt under lodning. Det betyder at elektriske forbindelser ved enderne kan laves uden at fysisk fjerne isoleringen først. Ældre isolerede metaltråde er ikke sådan og kræver slibning med sandpapir eller skrabning med f.eks. et knivsblad for at fjerne isoleringen før lodning.

## Klassifikation
Ligesom andre ledninger klassificeres isoleret metaltråd efter diameter (mmØ, AWG-tal eller SWG) eller tværsnitsareal (mm^2), temperaturklasse og isoleringsklasse.
Gennembrudsspændingen afhænger af tykkelsen af isoleringen, som kan være af tre typer: Grade 1, Grade 2 og Grade 3. Højere grades har tykkere isolering og har derfor gennembrudsspændinger.
Temperaturklassen indikerer ved hvilken temperatur tråden har en 20.000 timers levetid. Ved lavere temperaturer er levetiden højere (omkring en faktor 2 for hver 10 °C lavere temperatur). Almindelige temperaturklasser er 105° C, 130° C, 155° C, 180° C og 220° C.

## Strømtæthed
I praksis kan den maksimale strømtæthed variere fra 2,5 A/mm2 for en isoleret kobbertråd – til 6 A/mm2 for en kobbertråd i fri luft. Hvis tråden bærer højfrekvens strømme (over ca. 10 kHz) vil strømfortrængningen påvirke strømfordelingen over trådens arealtværsnit. Det skal der i så fald tages højde for. Ved højere frekvenser kan det af samme grund betale sig at anvende tynde isolerede tråde, tynde bånd eller isolerede (hule) rør.
Hvis aktiv køling anvendes ved at blæse luft eller cirkulere vand – eller et andet varmetransporterende stof, kan meget højere strømtætheder anvendes.